# シャロン・ケリー
シャロン・ケリー（Sharon Kelly、本名：シャロン・リン・ネールズ、1949年12月1日 - ）は、コリーン・ブレナン（Colleen Brennan）などの別名でも知られるアメリカ合衆国のポルノ女優、XRCO栄誉殿堂入りメンバー。豊満で、そばかすに赤毛が特徴。

## 来歴
父親はトラック運転手だった。
女優としてのキャリアは、ハリー・ノヴァクのプロデュースによる何本かのセクスプロイテーション映画により始まった。彼女はまた、ラス・メイヤー監督の『スーパー・ヴィクセン』、女囚映画『イルザ ナチ女収容所 悪魔の生体実験』、その続編『イルザ アラブ女収容所 悪魔のハーレム』に出演している。
1975年、彼女は一般映画『ハッスル』と『シャンプー』にカメオ出演した。
1977年に引退し、カリフォルニア州サクラメント市のレンタカー店に勤務。通勤中にレイプされ、口内射精、アナルセックス、縛られてのSM調教プレイ、プッシーと口、プッシーとアナルの二穴同時挿入、プッシー二本同時挿入等を強制された事を発言している。その後1980年代に入りコリーン・ブレナン名義で、ポルノ映画界に復帰。ハードコアポルノ映画での広範囲な活動を開始した。数本の『Taboo』シリーズに出演し、1987年には「トリニティー・ブラウン」にてAVN最優秀主演女優賞、助演女優賞（いずれも映画部門）を獲得した。彼女は結婚を機に1990年に映画界から引退した。2012年Tvドラマ「Killer Teens」に出演して復帰した。

## 日本での活躍
1970年代前半に出演作が日本に輸入され、アメリカからやってきた「本番女優」という触れ込みで人気を博し、1974年の東映『色情トルコ日記』に招聘され、梅宮辰夫と絡んだ。梅宮とシャロンが本番行為（実際の性行為）に及んだのかどうかという事は話題となり、宣伝に利用された。実際にはシャロンがハードコアポルノに転身するのは1980年代に入ってからであり、「本番女優」は単なるうたい文句であったと考えられる。
この来日中に、共演相手の梅宮ではない日本人と、横浜でプライベートにセックスした事を告白している。

## 私生活
夫はロサンゼルスの歯医者である。
プライベートでは乱交、スワッピング、アナルセックス愛好者である。

## 受賞歴
- 1984年 CAFA最優秀助演女優賞 - 『性婦 (Good Girl, Bad Girl) 』[3]
- 1986年 XRCO最優秀主演女優賞 – 『スキンレス・ナイト/けもの妻 (Getting Personal) 』[3]
- 1986年 XRCO最優秀助演女優賞 – 『Star Angel 』[3]
- 1987年 AVN最優秀主演女優賞 (映画) – 『スキンレス・ナイト/けもの妻 (Getting Personal) 』[1]
- 1987 AVN最優秀助演女優賞 (映画) – 『Star Angel 』[1]
- XRCO殿堂[4]

## 日本でのTV出演
- WIDE SHOW 11PM+15「世界的ワイセツ大博覧会」（1973年10月1日、日本テレビ）